# Élections législatives de 1958 dans l'Ain
Les élections législatives françaises de 1958 se déroulent les 23 et 30 novembre 1958. Dans le département de l'Ain, trois députés sont à élire dans le cadre de trois circonscriptions.

## Élus
| Circonscription | Député élu       | Parti | Parti |
| --------------- | ---------------- | ----- | ----- |
| 1re             | Amédée Mercier   |       | SFIO  |
| 2e              | Marcel Anthonioz |       | CNIP  |
| 3e              | Émile Dubuis     |       | MRP   |

## Système électoral
Pour la première fois depuis 1936, les élections législatives ont lieu au scrutin uninominal majoritaire à deux tours dans des circonscriptions uninominales.
Est élu au premier tour le candidat qui réunit la majorité absolue des suffrages exprimés et un nombre de voix au moins égal au quart (25 %) des électeurs inscrits dans la circonscription. Si aucun des candidats ne satisfait ces conditions, un second tour est organisé entre les candidats ayant réuni un nombre de voix au moins égal à 5 % des suffrages exprimés. Au second tour, le candidat arrivé en tête est déclaré élu.
Le seuil de qualification, basé sur un pourcentage relativement faible des suffrages exprimés, tend à faciliter l'accès au second tour de plus de deux candidats. Les candidats en lice au second tour peuvent ainsi fréquemment être trois, un cas de figure appelé « triangulaire ». Lorsque quatre candidats s'affrontent au second tour, on parle de « quadrangulaire ».

## Résultats

### Résultats à l'échelle du département
| Parti          | Parti                                            | Premier tour | Premier tour | Second tour | Second tour | Sièges |
| Parti          | Parti                                            | Voix         | %            | Voix        | %           | Sièges |
| -------------- | ------------------------------------------------ | ------------ | ------------ | ----------- | ----------- | ------ |
|                | Centre national des indépendants et paysans      | 30 289       | 23,09        | 30 935      | 22,58       | 1      |
|                | Union pour la nouvelle République                | 8 953        | 6,82         | 5 379       | 3,93        | 0      |
|                | Droite parlementaire                             | 39 242       | 29,91        | 36 314      | 26,50       | 1      |
|                |                                                  |              |              |             |             |        |
|                | Parti communiste français                        | 20 970       | 15,98        | 21 462      | 15,66       | 0      |
|                | Section française de l'Internationale ouvrière   | 20 771       | 15,83        | 13 727      | 10,02       | 1      |
|                | Mouvement républicain populaire                  | 19 492       | 14,86        | 24 030      | 17,54       | 1      |
|                | Parti républicain, radical et radical-socialiste | 18 417       | 14,04        | 25 068      | 18,29       | 0      |
|                | Centre républicain                               | 9 311        | 7,10         | 16 428      | 11,99       | 0      |
|                | Extrême droite                                   | 3 002        | 2,29         | Retrait     | Retrait     | 0      |
|                |                                                  |              |              |             |             |        |
| Inscrits       | Inscrits                                         | 198 409      | 100,00       | 198 238     | 100,00      | 3      |
| Abstentions    | Abstentions                                      | 64 626       | 32,57        | 59 121      | 29,82       |        |
| Votants        | Votants                                          | 133 783      | 67,43        | 139 117     | 70,18       |        |
| Blancs et nuls | Blancs et nuls                                   | 2 578        | 1,93         | 2 088       | 1,5         |        |
| Exprimés       | Exprimés                                         | 131 205      | 98,07        | 137 029     | 98,5        |        |

### Résultats par circonscription

#### Première circonscription (Bourg-en-Bresse)
| Candidat       | Candidat           | Parti          | Premier tour | Premier tour | Second tour | Second tour |  |
| Candidat       | Candidat           | Parti          | Voix         | %            | Voix        | %           |  |
| -------------- | ------------------ | -------------- | ------------ | ------------ | ----------- | ----------- |  |
|                | Amédée Mercier élu | diss. SFIO     | 12 530       | 29,72        | 13 727      | 29,98       |  |
|                | Émile Bouvard      | Radsoc         | 8 713        | 20,67        | 13 603      | 29,71       |  |
|                | Hubert Pernin      | CNIP           | 7 872        | 18,67        | 8 477       | 18,52       |  |
|                | Albert Jouvent     | UNR            | 5 053        | 11,99        | 5 379       | 11,75       |  |
|                | Émile Machurat     | PCF            | 4 708        | 11,17        | 4 598       | 10,04       |  |
|                | Roger Pioud        | SFIO           | 3 281        | 7,78         | Retrait     | Retrait     |  |
|                |                    |                |              |              |             |             |  |
| Inscrits       | Inscrits           | Inscrits       | 67 589       | 100,00       | 67 558      | 100,00      |  |
| Abstentions    | Abstentions        | Abstentions    | 24 588       | 36,38        | 21 230      | 31,42       |  |
| Votants        | Votants            | Votants        | 43 001       | 63,62        | 46 328      | 68,58       |  |
| Blancs et nuls | Blancs et nuls     | Blancs et nuls | 844          | 1,96         | 544         | 1,17        |  |
| Exprimés       | Exprimés           | Exprimés       | 42 157       | 98,04        | 45 784      | 98,83       |  |

#### Deuxième circonscription  (Gex - Nantua)
| Candidat       | Candidat             | Parti          | Premier tour | Premier tour | Second tour | Second tour |  |
| Candidat       | Candidat             | Parti          | Voix         | %            | Voix        | %           |  |
| -------------- | -------------------- | -------------- | ------------ | ------------ | ----------- | ----------- |  |
|                | Marcel Anthonioz élu | CNIP           | 14 030       | 29,89        | 22 458      | 45,84       |  |
|                | Henri Bourbon        | PCF            | 9 835        | 20,95        | 10 104      | 20,62       |  |
|                | Henri Romans-Petit   | CR             | 9 311        | 19,84        | 16 428      | 33,53       |  |
|                | Pierre Dominjon      | MRP            | 8 803        | 18,75        | Retrait     | Retrait     |  |
|                | Gilbert Coltice      | SFIO           | 4 960        | 10,57        | Retrait     | Retrait     |  |
|                |                      |                |              |              |             |             |  |
| Inscrits       | Inscrits             | Inscrits       | 68 089       | 100,00       | 68 052      | 100,00      |  |
| Abstentions    | Abstentions          | Abstentions    | 20 326       | 29,85        | 18 475      | 27,15       |  |
| Votants        | Votants              | Votants        | 47 763       | 70,15        | 49 577      | 72,85       |  |
| Blancs et nuls | Blancs et nuls       | Blancs et nuls | 824          | 1,73         | 587         | 1,18        |  |
| Exprimés       | Exprimés             | Exprimés       | 46 939       | 98,27        | 48 990      | 98,82       |  |

#### Troisième circonscription (Ambérieu-en-Bugey)
| Candidat       | Candidat              | Parti          | Premier tour | Premier tour | Second tour | Second tour |  |
| Candidat       | Candidat              | Parti          | Voix         | %            | Voix        | %           |  |
| -------------- | --------------------- | -------------- | ------------ | ------------ | ----------- | ----------- |  |
|                | Émile Dubuis élu      | MRP            | 10 689       | 25,38        | 24 030      | 56,87       |  |
|                | Jean Saint-Cyr        | Radsoc         | 9 704        | 23,04        | 11 465      | 27,13       |  |
|                | Guy de La Verpillière | CNIP           | 8 387        | 19,92        | Retrait     | Retrait     |  |
|                | Jules Blanchet        | PCF            | 6 427        | 15,26        | 6 760       | 16          |  |
|                | André Charignon       | UNR            | 3 900        | 9,26         | Retrait     | Retrait     |  |
|                | Marius Bretin         | Extrême droite | 3 002        | 7,13         | Retrait     | Retrait     |  |
|                |                       |                |              |              |             |             |  |
| Inscrits       | Inscrits              | Inscrits       | 62 731       | 100,00       | 62 628      | 100,00      |  |
| Abstentions    | Abstentions           | Abstentions    | 19 712       | 31,42        | 19 416      | 31          |  |
| Votants        | Votants               | Votants        | 43 019       | 68,58        | 43 212      | 69          |  |
| Blancs et nuls | Blancs et nuls        | Blancs et nuls | 910          | 2,12         | 957         | 2,21        |  |
| Exprimés       | Exprimés              | Exprimés       | 42 109       | 97,88        | 42 255      | 97,79       |  |